# Czandrowo
Czandrowo (ros. Чандрово) – wieś (dieriewnia) w Rosji, w Czuwaszji, w okręgu miejskim Czeboksar. W 2010 liczyła 813 mieszkańców.